# Geografia della Russia

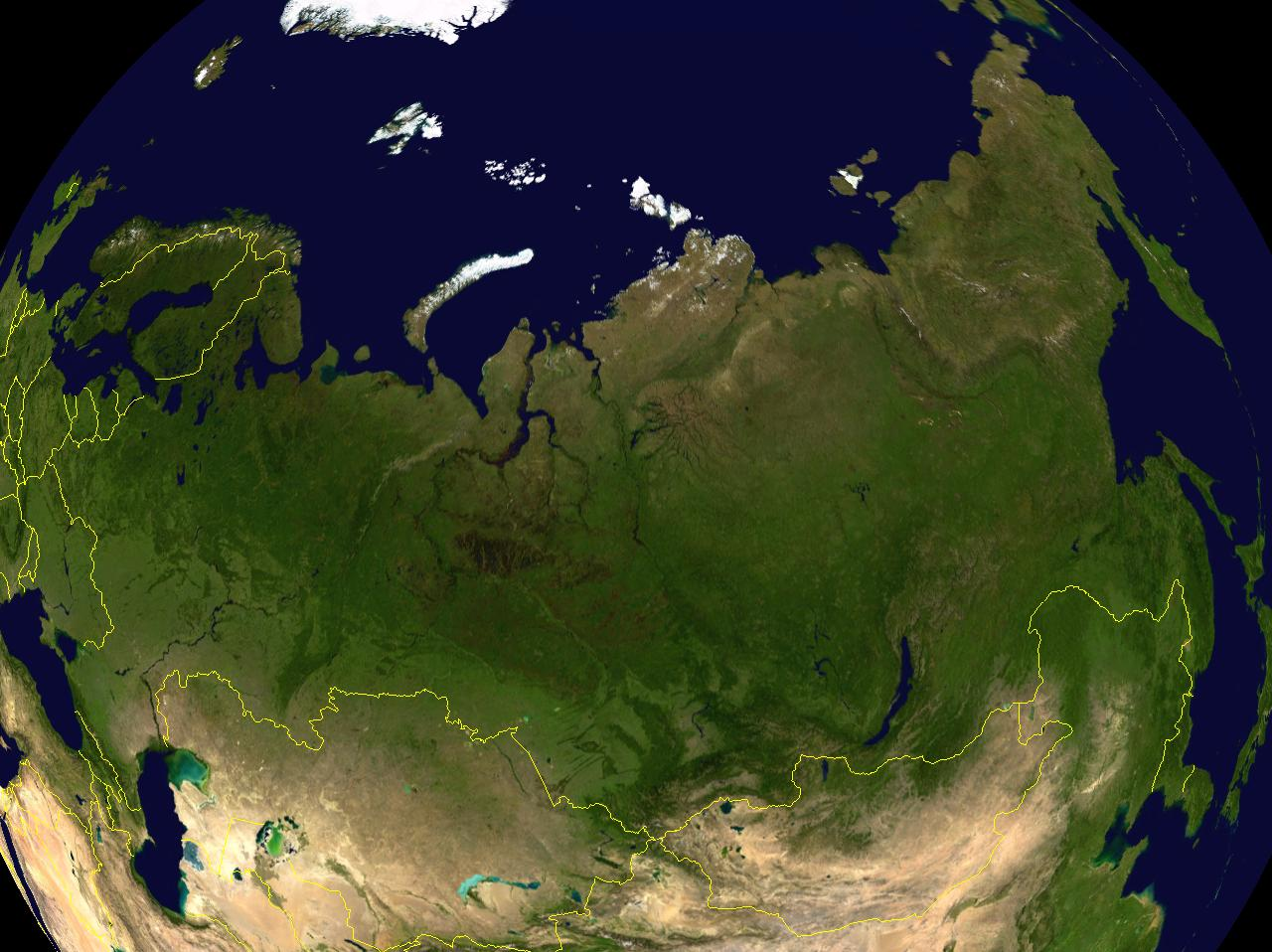
La Russia.

La Russia è uno Stato localizzato per intero nell'emisfero nord, in Europa orientale e nell'Asia settentrionale; il suo territorio si estende per oltre 17 milioni di km², cifra che ne fa lo Stato più esteso al mondo, ben più vasto degli Stati che lo seguono in questa speciale classifica (Canada, Stati Uniti, Cina e Brasile).
Il territorio è estremamente variegato, dato che al suo interno si trovano tutte le varietà di ambienti e paesaggi tranne quello più tipicamente tropicale; dagli ambienti artici e glacializzati dell'estremo nord si passa, sulla scala delle centinaia o migliaia di chilometri, a paesaggi di tundra, taiga, steppa, foresta temperata, addirittura a scenari subtropicali nella ristretta cimosa costiera del Mar Nero. Proprio questi passaggi molto "lenti" fanno sì che, nonostante questa ricchezza di ambienti, il paesaggio russo abbia, mediamente, delle caratteristiche di "monotonia".
Tuttavia, i lineamenti generali del territorio russo lo collocano geograficamente (ma anche nell'immaginario collettivo mondiale) nelle zone fredde del mondo: tundra e taiga coprono una buona fetta del territorio, e nelle sue zone orientali si raggiungono le temperature più basse della Terra (almeno riferendosi a zone abitate, quindi escludendo l'Antartide).
Un'altra caratteristica saliente della Russia è il fatto di essere un Paese poco popolato: le densità restano basse anche nelle zone di più antico popolamento, come l'Europa, con occasionali addensamenti in corrispondenza delle maggiori città e in qualche zona molto circoscritta come la Ciscaucasia; questa bassa densità di popolazione non impedisce però alla Russia di avere come capitale la più grande città d'Europa: Mosca.

## Dimensioni territoriali

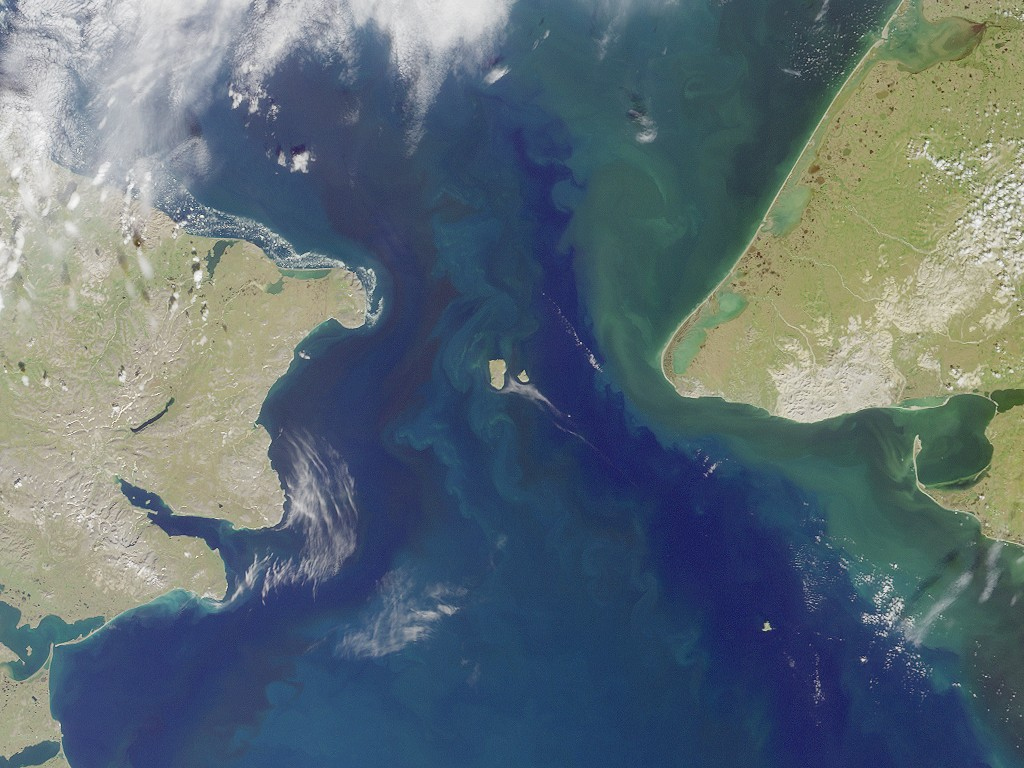
Le isole Diomede, piccola e grande, dove si fronteggiano Stati Uniti e Russia.

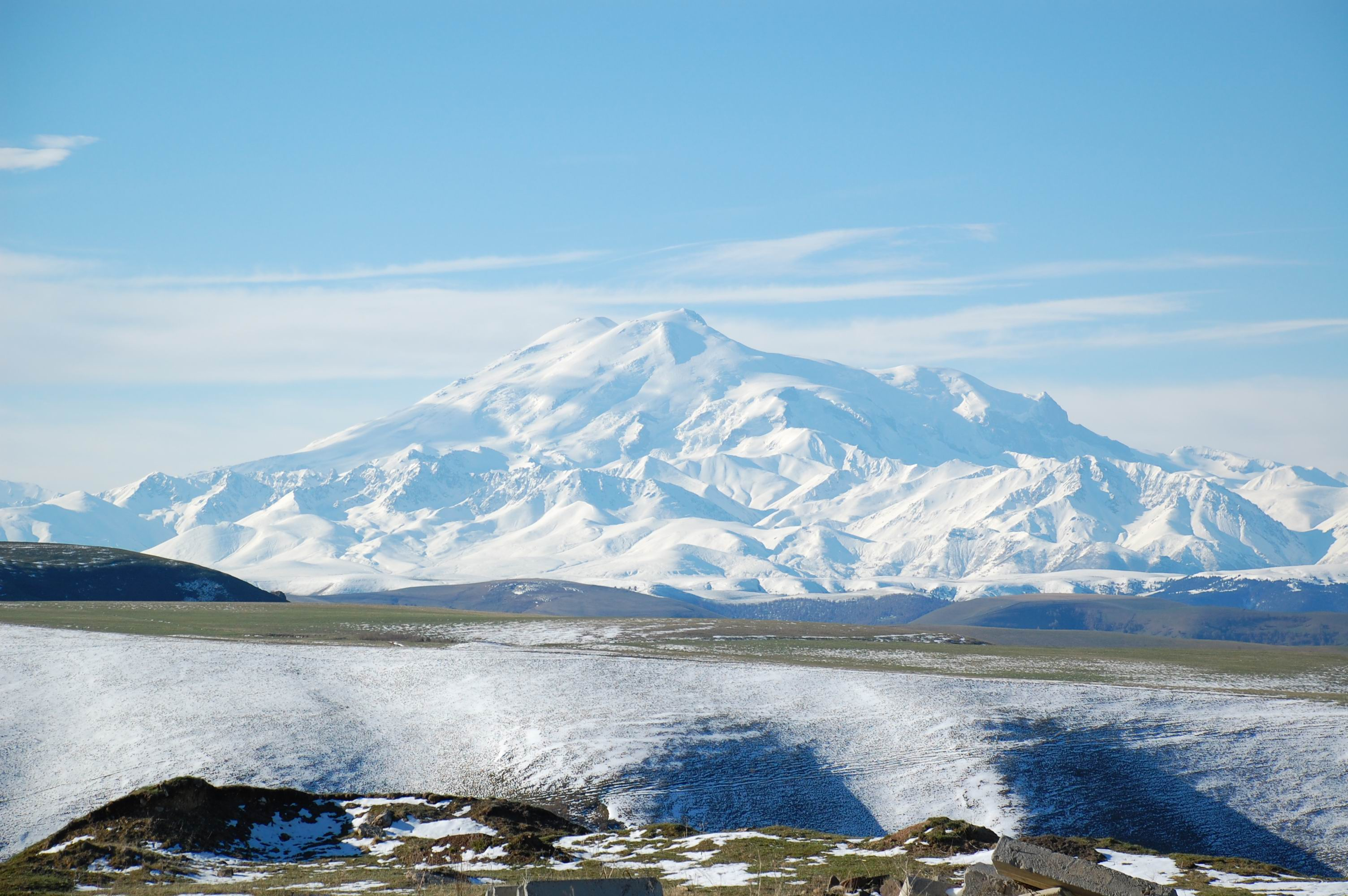
Monte Elbrus

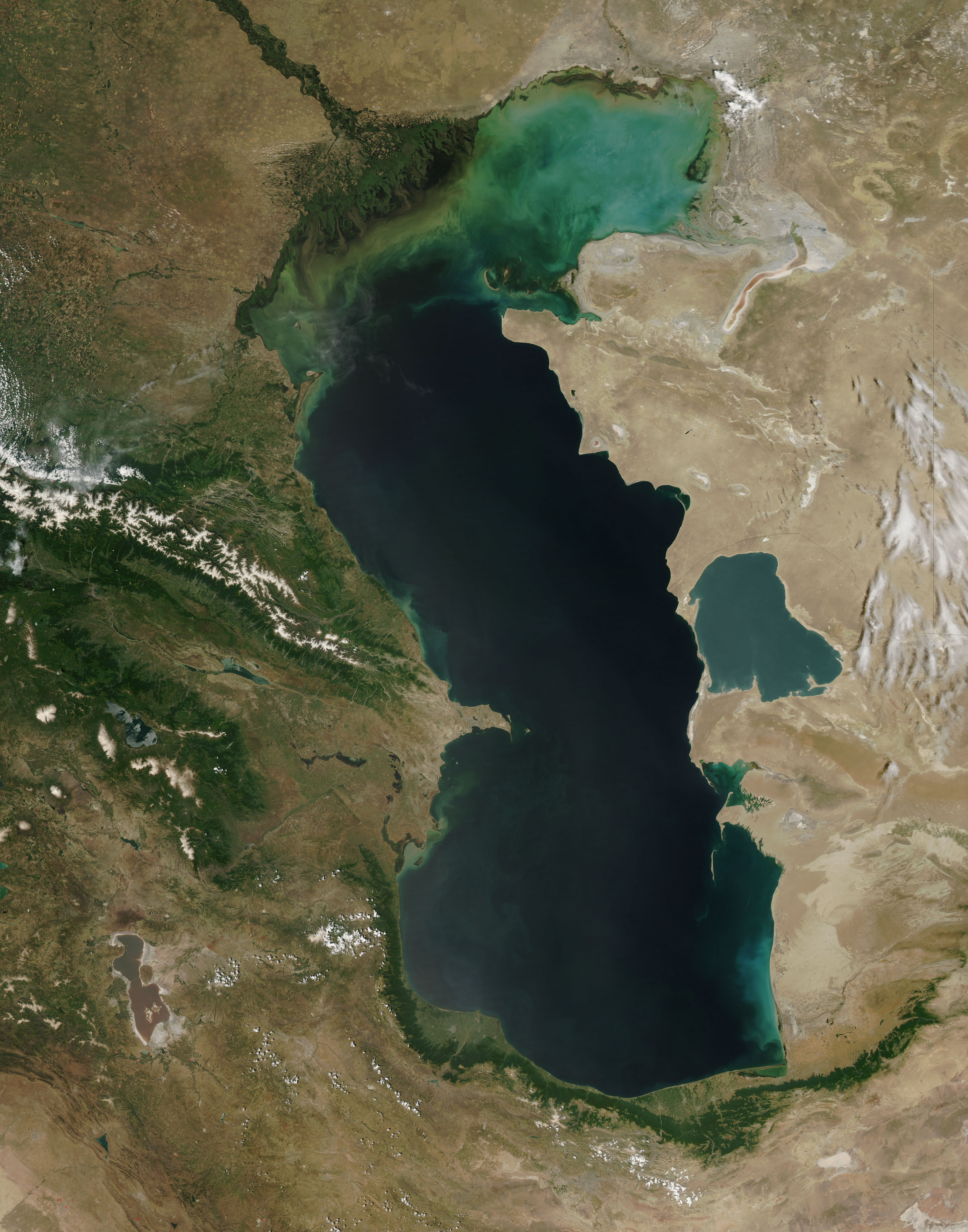
Il Mar Caspio visto dallo spazio.

Il territorio russo si estende in longitudine per più di 7.777,2 km (11 fusi orari), dalle coste del Mar Baltico (l'exclave di Kaliningrad) all'isola di Ratmanov, nello stretto di Bering, che guarda da non più di qualche chilometro di distanza l'isoletta alaskana di Piccola Diomede, estendendosi per un pezzo, in un giro quasi senza fine, anche nell'emisfero occidentale.
Più contenute, anche se sempre imponenti, restano le dimensioni in latitudine: fra le punte settentrionali della Terra di Francesco Giuseppe e il confine tra il Daghestan e l'Azerbaigian corrono circa 40°37' di latitudine, corrispondenti a più di 4.500 km.
I confini, terrestri e marittimi, sono ovviamente in linea con il resto: 20.139 km di confini terrestri, spartiti con quattordici nazioni diverse rendono quello della sicurezza interna uno dei grossi problemi dei governanti russi. I paesi confinanti vanno dalle ricche e tranquille Finlandia e Norvegia a nordovest, alla Polonia, alla Bielorussia, all'Ucraina e alle tre piccole repubbliche baltiche (Estonia, Lettonia e Lituania) a occidente, alle turbolente repubbliche caucasiche dell'Azerbaigian e della Georgia, alle ex repubbliche sovietiche dell'Asia centrale (Kazakistan), alla Cina, alla Mongolia, alla blindata Corea del Nord. Quanto alle coste, i 37.653 km sono per la maggior parte (due terzi) rivolti verso il Mar Glaciale Artico, chiuso dai ghiacci per gran parte dell'anno; maggiore importanza assumono peraltro la fascia costiera baltica, limitata al Golfo di Finlandia, quella pacifica e quella del Mare di Ochotsk.

### Punti estremi
Incluse isole e exclavi
- Punto più a nord — Capo Fligeli, Terra di Francesco Giuseppe, Oblast' di Arcangelo (81°50′35″N 59°14′22″E)
- Punto più a sud — Monte Bazardyuzyu (Repubblica del Daghestan) (41°13′14″N 47°51′28″E)
- Punto più occidentale — Narmeln (Oblast' di Kaliningrad)
- Punto più orientale[1] — Grande Diomede (Circondario autonomo di Čukotka) (65°47′N 169°01′W)

Solo terraferma ed escluse exclavi
- Punto più a nord — Capo Čeljuskin (Territorio di Krasnojarsk) (77°43'N)
- Punto più a sud — Monte Bazardyuzyu (Repubblica del Daghestan) (41°13′14″N 47°51′28″E)
- Punto più occidentale — vicino Lavry (Oblast' di Pskov) (27°19'E)
- Punto più orientale[1] — Capo Dežnëv (Circondario autonomo di Čukotka) (169°40'W)

Città
- Nord — Pevek (Circondario autonomo di Čukotka) (69°42′N)
- Sud — Derbent (Repubblica del Daghestan) (42°04′N)
- Ovest — Baltijsk (Oblast' di Kaliningrad) (19°55′E)
- Est — Anadyr (Circondario autonomo di Čukotka) (177°30′E)

Insediamenti permanenti
- Nord — Dikson (Territorio di Krasnojarsk) (73°30′N)
- Sud — Kuruš (Repubblica del Daghestan) (41°16′N)
- Ovest — Baltijsk (Oblast' di Kaliningrad) (19°55′E)
- Est[1] — Uėlen (Circondario autonomo di Čukotka) (169°48′W)

## Il territorio

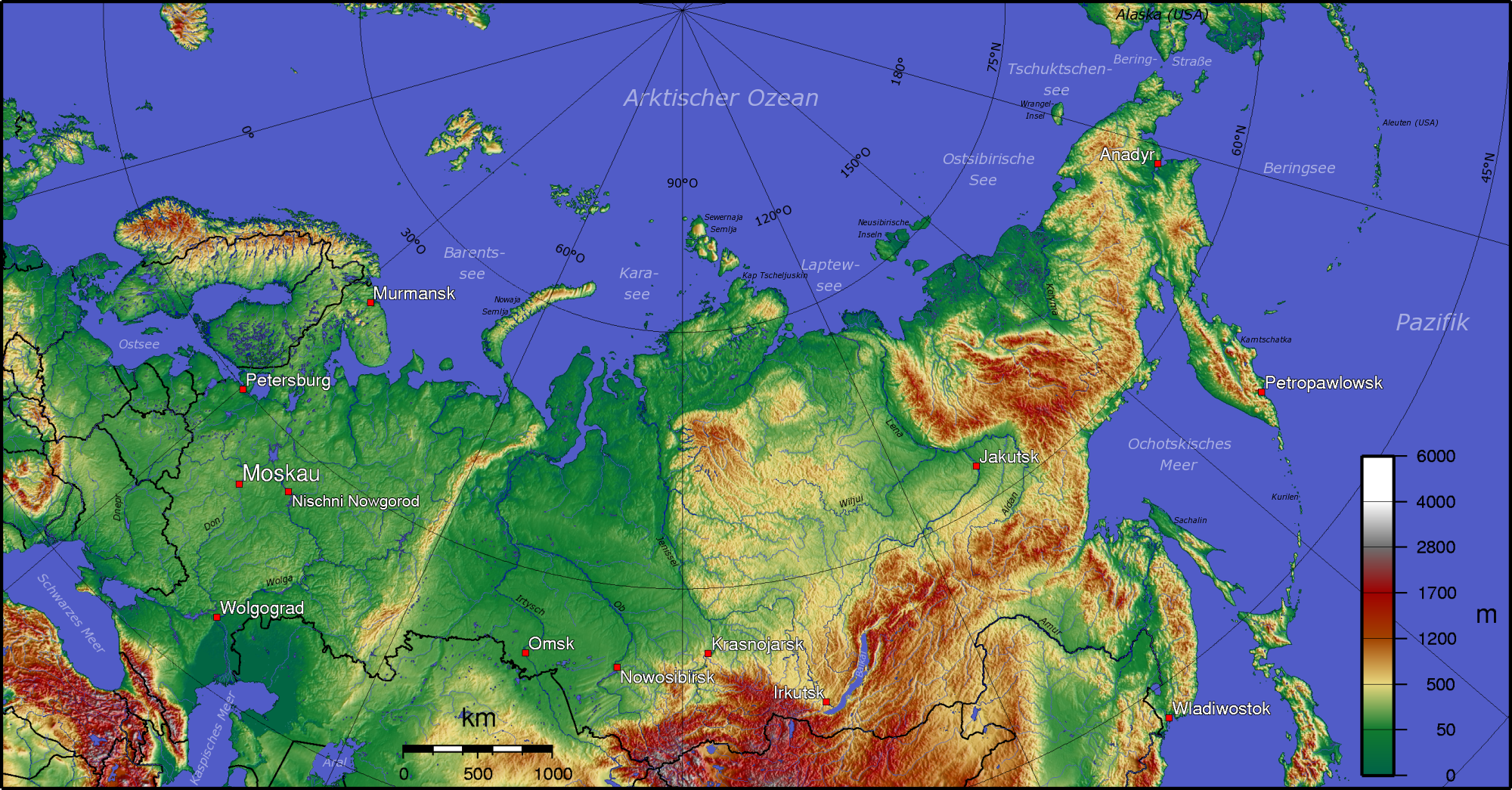
Il territorio russo.

Il territorio russo è per l'assoluta maggioranza costituito da pianure e superfici poco rilevate (tabulari), partendo dall'estremo ovest per arrivare alla costa del Pacifico; le montagne occupano una piccola percentuale del territorio, per lo più in posizione periferica rispetto alla totalità di quest'ultimo. La massima elevazione è raggiunta dal monte Elbrus, 5.642 m, nella catena del Caucaso, mentre la massima depressione rispetto al livello del mare (-28 m) si ha nel Mar Caspio.
Il territorio, nella sua parte settentrionale, mostra chiari i segni delle imponenti coltri di ghiaccio che l'hanno ricoperto durante i cosiddetti periodi glaciali. I materiali morenici coprono grandi estensioni, all'incirca fino alla latitudine di 55-58°N; in molte zone il permafrost presente è un residuo quaternario, risultato comunque in equilibrio con il clima attuale. Anche nelle zone meridionali, non direttamente interessate dal glacialismo, si osservano vaste deposizioni di materiali di origine collegabile ai periodi glaciali; un valido esempio è rappresentato dal löss, un particolare tipo di sedimento terrigeno molto fine, che, originato dall'erosione glaciale e trasportato dal vento su grandissime distanze e altrettanto grandi estensioni, ha avuto un ruolo determinante, insieme con il particolare clima, a generare i fertilissimi suoli neri, i černozëm, delle praterie della Russia meridionale.
In Russia si possono individuare quattro unità morfologiche tabulari:
- la pianura russa, naturale proseguimento della pianura tedesco-polacca, che prosegue nella Bielorussia e nell'Ucraina; è interrotta a sud dai contrafforti del Caucaso, e ad oriente dalla catena degli Urali;
- il bacino caspico: è un'estesa depressione intercontinentale, prolungantesi nel Kazakistan e nell'Uzbekistan, che arriva a scendere sotto il livello medio dei mari dando origine al grande lago endoreico del Mar Caspio;
- la Siberia occidentale: è una grandissima pianura situata immediatamente ad est degli Urali, molto depressa, che termina a sud presso la soglia kazaka, il bacino del Kuzbass e la catena dell'Altaj, uno dei più grandi bastioni montuosi dell'Asia centrale;
- la Siberia centro-orientale: è un cratone continentale tra i più antichi del pianeta, con rocce anche più vecchie di tre miliardi di anni; si tratta di una unità morfologica molto più frazionata rispetto alle precedenti, segnata dalla presenza di parecchie catene di monti.

### La pianura della Russia europea

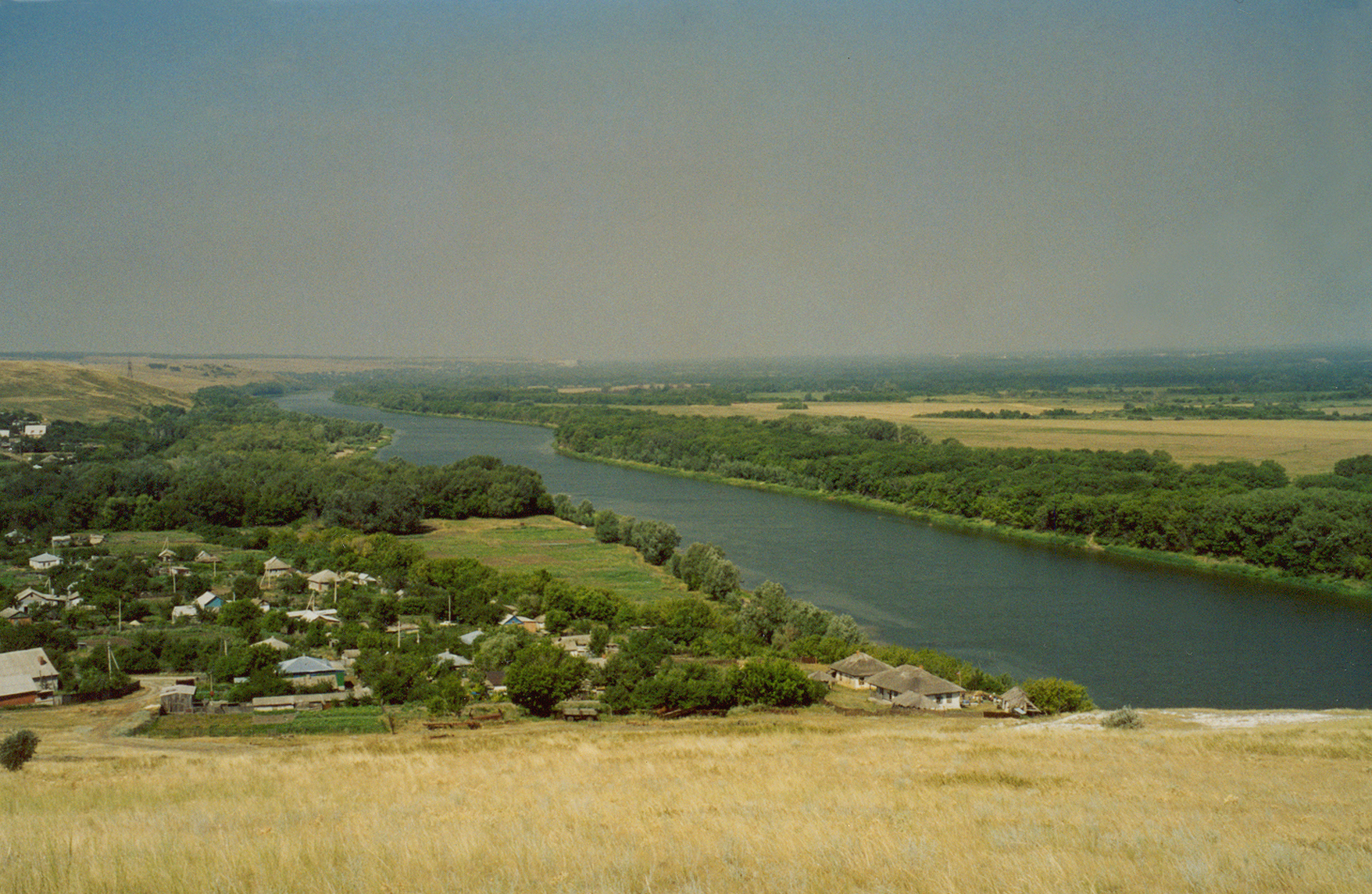
Il paesaggio della pianura della Russia europea nel bacino del Don

La quasi totalità della parte della Russia europea è costituita da una sterminata pianura, frequentemente movimentata da rilievi collinari (fra i maggiori il Rialto del Valdaj e le alture del Volga) molto estesi in superficie ma di altezza molto modesta (vengono di rado superati i 300 metri); le zone basse sono frequentemente soggette a ristagni di acqua, soprattutto nelle zone settentrionali. Tutto il territorio sorge su un substrato geologico molto antico, ripetutamente modificato dalla pesante influenza delle glaciazioni quaternarie.
Questo bassopiano declina con pendenze quasi impercettibili verso le coste marine a nord, molto articolate (Mar Glaciale Artico); ad ovest e sudovest non esiste un confine fisico, dal momento che il bassopiano si prolunga indefinitamente nei paesi baltici, in Ucraina e in Bielorussia; il confine orientale è ben individuato, e coincide con la catena dei monti Urali, così come quello nordoccidentale coincidente con il massiccio carelo-finnico. Altri elementi naturali che segnano i confini sono il bastione caucasico a sud e le coste del Mar Nero a sudovest; verso sudest il bassopiano digrada senza soluzione di continuità verso la depressione caspica, seguendo il corso del Volga.
La notevole uniformità del territorio, unitamente alle dimensioni danno ragione della presenza di fiumi di dimensioni molto rilevanti, con bacini idrografici molto estesi; gli spartiacque sono sempre piuttosto labili, a causa della scarsa altitudine dei rilievi.

### Il bacino caspico

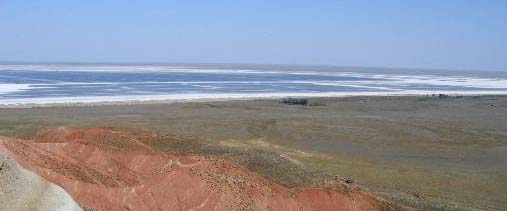
Il lago salato di Baskunčak si stende nel paesaggio subdesertico del basso Volga

La pianura della Russia europea digrada verso sudest; intorno alle rive del Mar Caspio, la quota scende a 28 metri sotto il livello medio dei mari (depressione caspica).
L'intero bacino caspico può essere diviso in due sezioni. Il Mar Caspio, poco profondo nella sua parte centrale e settentrionale, molto profondo invece a sud (oltre 1.000 m) dove ricopre una vasta zona di subsidenza sovrastata dalla catena dell'Elburz, in Iran, occupa il fondo di questa "conca". C'è poi una fascia più esterna, estesa per la sua maggior parte nell'ovest del Kazakistan e dell'Uzbekistan (il cosiddetto Bassopiano Turanico), costituita da una vasta pianura segnata da modestissimi rilievi collinari (quote non superiori ai 100 m) e incisa da faglie. La soglia kazaka, una successione di pieghe di età ercinica, disposte quasi a formare un angolo di 90° con i monti Urali, segna il suo confine con la pianura della Siberia occidentale.
La depressione caspica è una zona arida: già a valle di Volgograd, la sinistra idrografica del Volga è occupata dalla steppa arida. Anche se gli autori russi, tradizionalmente, distinguono nel territorio russo un deserto (pustynja) e un semideserto (polupustynja), in senso stretto un vero e proprio "deserto" in Russia non si osserva; anche nelle zone più secche le precipitazioni consentono lo sviluppo di una prateria, per quanto povera.

### La Siberia occidentale
La Siberia Occidentale, convenzionalmente delimitata dalla catena dei monti Urali ad occidente, dal corso del fiume Enisej ad oriente, e dai rilievi del Kuzbass e del Turgaj a meridione, è in pratica costituita da un'unica enorme pianura, mal drenata dal grande fiume Ob' e dai suoi numerosissimi affluenti, primo fra tutti l'Irtyš.

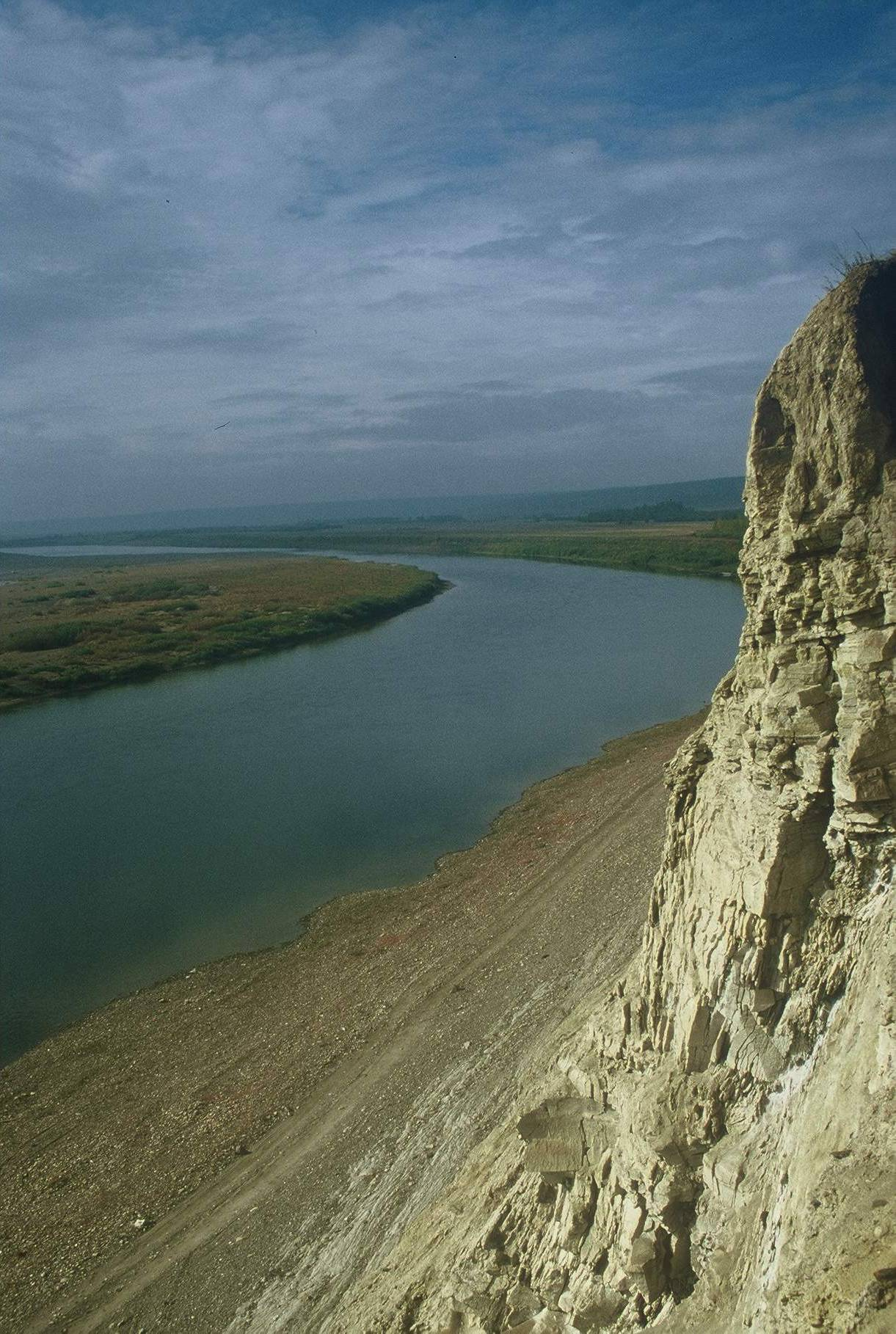
La valle del fiume Amga nella Siberia orientale.

La pianura è caratterizzata da enormi problemi di drenaggio, tanto che nei mesi estivi questa pianura diventa in pratica una sterminata palude; questi problemi derivano dall'azione combinata di tre fattori:
- la pendenza debolissima, poche decine di metri su 2.000 km;
- l'"effetto diga", descritto più sotto nella sezione relativa ai fiumi, dovuto ai diversi tempi di disgelo fra alto e basso corso dei fiumi;
- il sollevamento isostatico differenziale dopo lo scioglimento dei ghiacciai quaternari, più accentuato nella parte artica.

### La Siberia orientale
La quarta grande regione geomorfologica tabulare della Russia è costituita dallo sterminato scudo della Siberia orientale.
Questa unità si estende in latitudine per più di 2.000 km dall'altopiano di Putorana e dalla valle del fiume Anabar a nord, ben oltre il Circolo polare artico, fino alla fossa tettonica occupata dal lago Bajkal, a sud; in senso longitudinale essa copre i circa 2.500 km fra i corsi medio e inferiore dello Enisej e della Lena.
Si tratta, a differenza dell'enorme pianura assolutamente piatta della Siberia occidentale, di un immenso territorio mediamente ondulato e rilevato, con altitudini medie comprese fra i 200 e i 1.000 metri, segnata in molti punti da strutture a horst e graben; oltre ai già citati altopiani di Putorana e dell'Anabar, occupano tale spazio il grandissimo Altopiano della Siberia centrale, drenato dalla Tunguska Inferiore, l'altopiano della Tunguska, poco a nord del parallelo 60°N, percorso dalla Tunguska Pietrosa, le alture dello Enisej e dell'Angara ed infine, verso oriente, l'Altopiano della Lena e dell'Aldan. Più isolati, nell'estremo nord, sono il vastissimo bassopiano della Siberia Settentrionale e i monti Byrranga, che costituiscono l'"ossatura" della penisola del Tajmyr.
L'insieme strutturale ha un'età antichissima, anche superiore ai tre miliardi di anni, ricoperto in molti punti da potenti sedimentazioni di età paleozoica. In questa regione va inoltre segnalata la presenza di formazioni anomale, come il cratere Patomskij ed il cratere di Tunguska.

## Idrografia

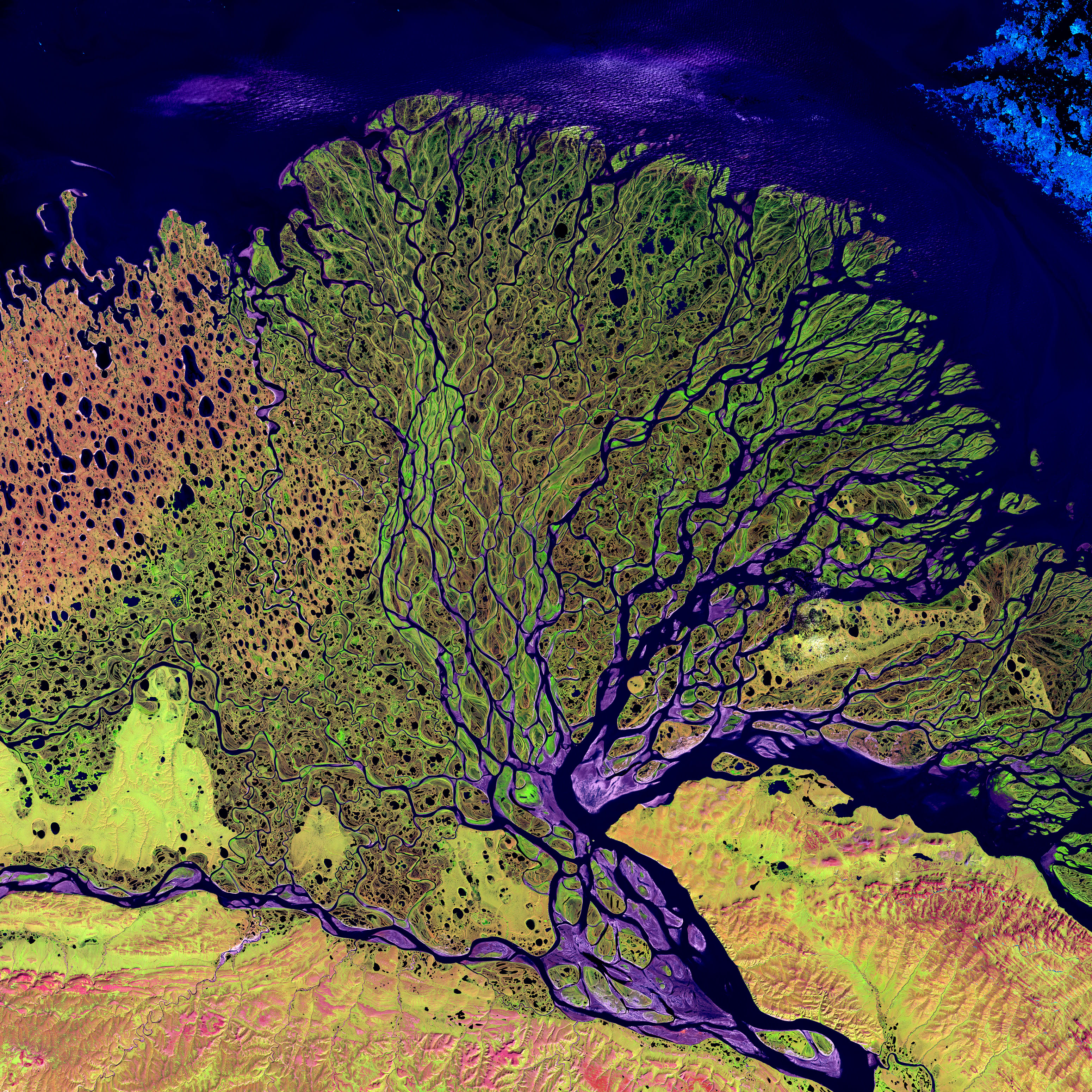
Il Delta della Lena, in una fotografia satellitare a falsi colori

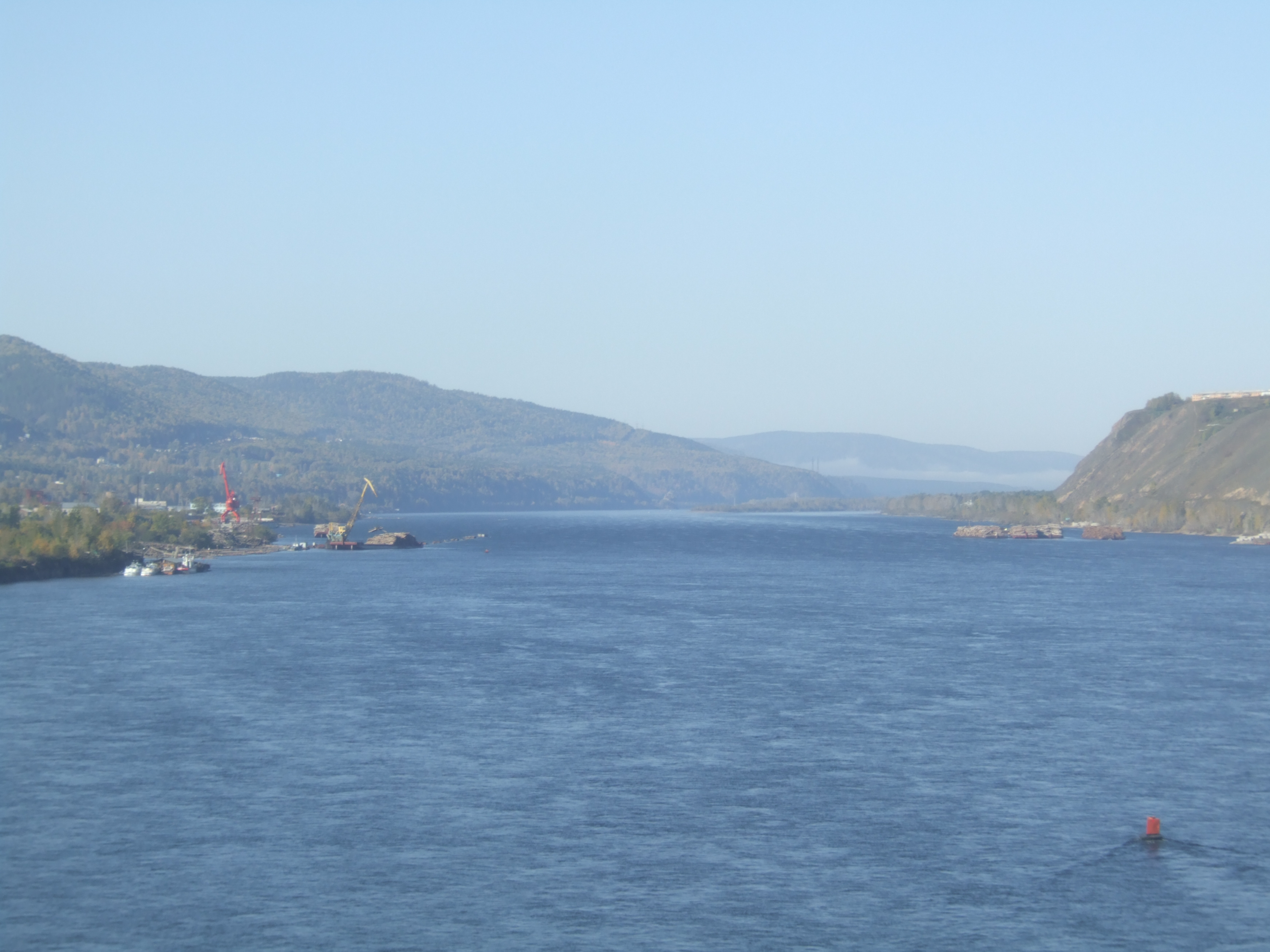
Lo Enisej dal ponte ferroviario di Krasnojarsk

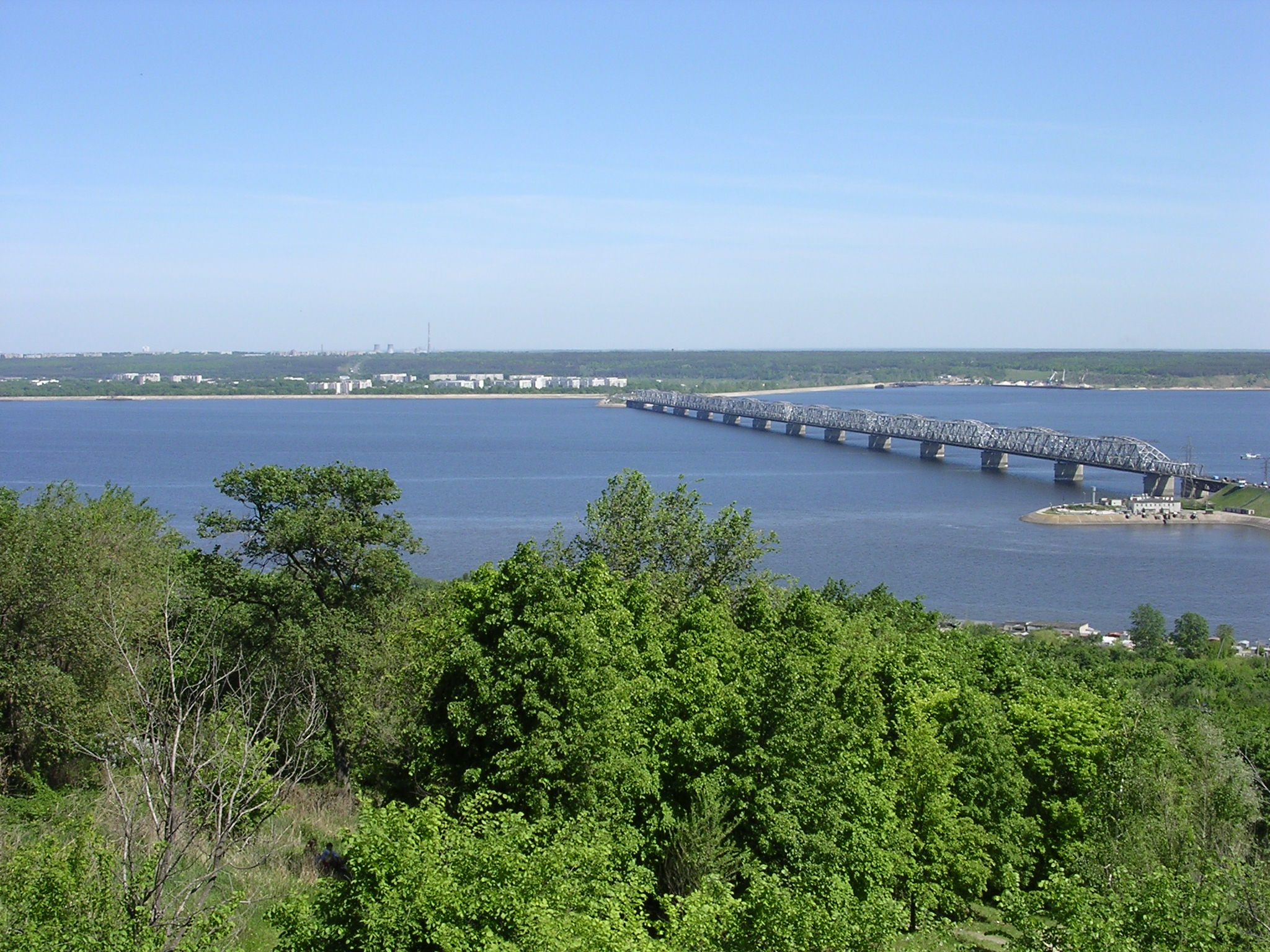
Il Volga a Simbirsk

### Fiumi
La Russia è una nazione ricca di acque, dal momento che sul suo territorio scorrono migliaia di fiumi.
Le dimensioni di tali corsi d'acqua sono fuori dal comune, almeno secondo gli standard europei: fiumi considerati "minori" (come ad esempio la Dvina Settentrionale o la Pečora, tanto per elencarne due fra tanti) hanno comunque lunghezze che superano i 1.000 km, mentre i fiumi più grandi hanno dimensioni fra le maggiori del pianeta. La causa della grandezza di tali bacini idrologici è da rinvenirsi innanzitutto nella vastità degli spazi russi, non interrotti (o interrotti molto di rado) da catene montuose.
I fiumi russi hanno avuto (e hanno tuttora) un'importanza enorme per la vita e lo sviluppo di questo paese. Gran parte delle città russe sorgono sui fiumi, e da questi traggono (o hanno tratto) le loro ragioni principali di sviluppo. L'industrializzazione forzata degli anni dello stalinismo, ad esempio, si è potuta sviluppare anche grazie all'energia idroelettrica ottenuta con enormi sbarramenti sui maggiori fiumi (il Volga su tutti); è tuttavia necessario puntualizzare che i maggiori fiumi russi scorrono in zone scarsamente popolate, alcune addirittura anecumeniche, e dunque hanno un'importanza economica minore di quella di altri tratti. Inoltre, i lunghi periodi di gelo che interessano l'intero territorio russo ne abbassano ancora di più l'utilizzabilità. A titolo di esempio, si consideri un fiume come la Kolyma: le dimensioni sono di assoluto rispetto (2.500 km di lunghezza, più di 600.000 chilometri quadrati di bacino), ma la zona in cui scorre (l'estremo nordest siberiano) fanno sì che abbia un'importanza economica assolutamente trascurabile, e sia passata alla notorietà più che altro per i giacimenti di minerali e per essere stata, durante il periodo zarista e sovietico, la zona di maggior presenza di campi di lavoro forzato e Gulag.
I grandi fiumi artici siberiani (con percorso sud-nord) provocano inoltre enormi inondazioni ad ogni disgelo; i fiumi si liberano dai ghiacci verso aprile-maggio, nel loro alto corso, facendo fluire così enormi quantità di acqua verso il basso corso ancora bloccato dal gelo: il risultato è un effetto diga che causa inverosimili straripamenti che, nelle zone pianeggianti, si traducono in inondazioni che coinvolgono centinaia di migliaia di chilometri quadrati.
I fiumi russi seguono tutti, grosso modo, lo stesso tipo di regime: una magra invernale, in cui sono sigillati dai ghiacci, lascia il posto a una piena primaverile, derivante dallo scioglimento delle nevi su tutto il loro bacino; a questa segue una magra estiva, dovuta all'evaporazione generalmente piuttosto intensa, e un lieve aumento della portata in autunno. Ci sono delle eccezioni: i fiumi della Russia europea settentrionale non manifestano sensibilmente la magra estiva, a causa delle temperature che non si alzano mai molto; i fiumi dell'estremo oriente russo (fra tutti l'Amur) risentono del meccanismo monsonico asiatico, che porta a consistenti piene anche estive.
I fiumi russi sono tributari di cinque diversi bacini:
- mar Glaciale Artico: i fiumi della parte europea sono di importanza secondaria (anche se in assoluto le dimensioni restano rilevanti): la Pečora e la Dvina Settentrionale attraversano territori spopolati, e l'unica città di una certa rilevanza nel bacino è Arcangelo, sul Mar Bianco. Al di là degli Urali, i fiumi artici siberiani sono poderosi: l'Ob' (con il suo ramo sorgentifero Irtyš), lo Enisej e la Lena, insieme con la già citata Kolyma, portano all'artico migliaia di chilometri cubi di acqua ogni anno e ospitano sulle loro rive tutte le principali città: Novosibirsk, Omsk, Jakutsk, Krasnojarsk. Il lago Bajkal, tramite l'Angara, va allo Enisej, bagnando le città di Angarsk e Irkutsk.
- Mar Caspio: di questo mare interno sono tributari il Volga, il principale dei fiumi europei e l'Ural (che sfocia in Kazakistan); le principali città del bacino sono Volgograd, Kazan', Nižnij Novgorod, Samara, Astrachan', Magnitogorsk e Čeljabinsk.
- Mar Baltico: relativamente poco importante nel panorama russo, vi sfociano la Dvina occidentale, il Neman e il fiume su cui è stata costruita San Pietroburgo, la Neva.
- Mar Nero: vi affluiscono il Don e il Dnepr, che drenano la parte sudoccidentale della Russia europea; dal Caucaso scende inoltre il Kuban', che scorre nella pianura ciscaucasica.
- Oceano Pacifico: vi sfocia uno dei principali fiumi pacifici asiatici, vale a dire l'Amur, sulle cui rive si sono sviluppate le città di Blagoveščensk, Chabarovsk, Komsomol'sk-na-Amure, Nikolaevsk-na-Amure.

### Laghi

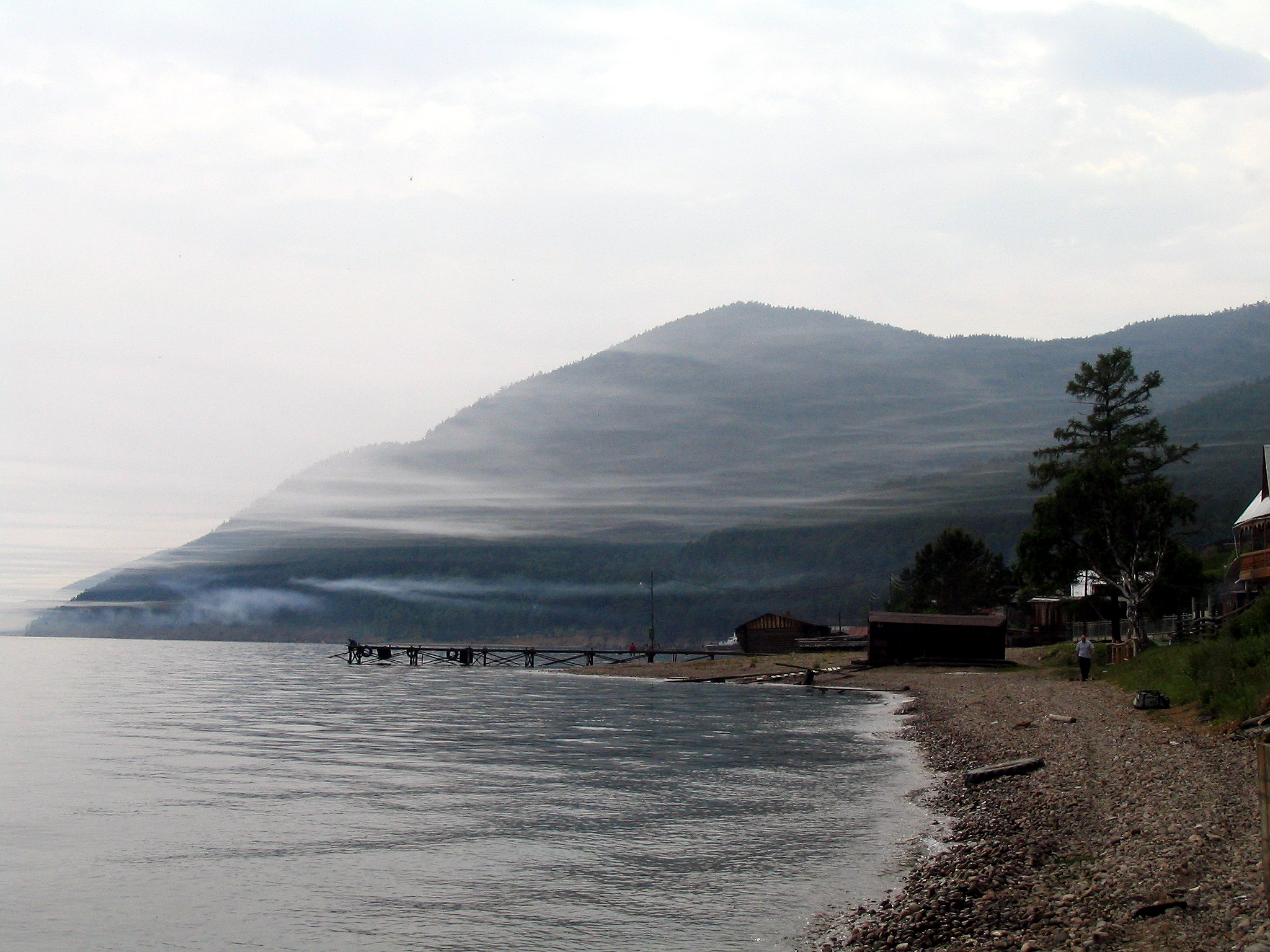
La riva meridionale del Bajkal

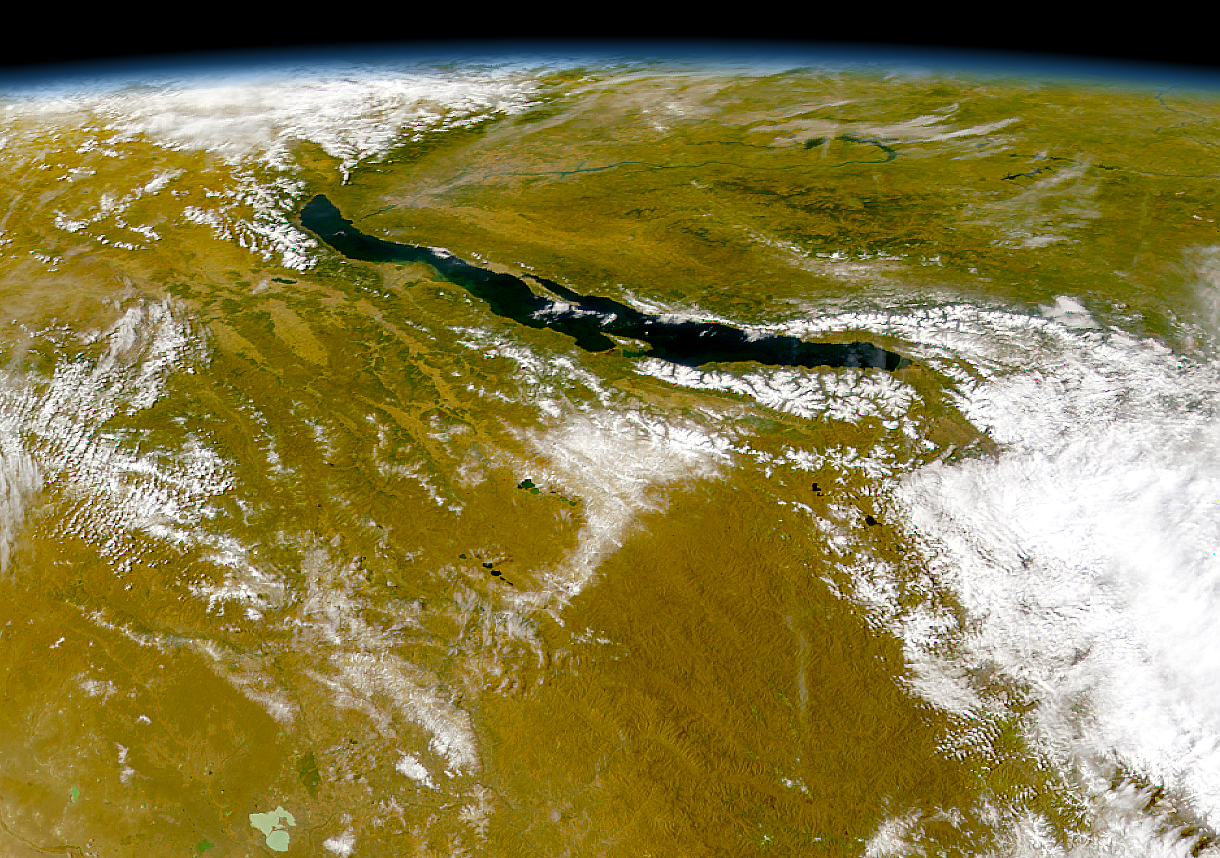
Una veduta spaziale del lago Bajkal

Gran parte dei laghi interni della Russia sono da considerarsi un'eredità dell'intenso glacialismo che ha interessato il territorio. I maggiori laghi naturali, con superfici anche di migliaia di chilometri quadrati, sono individuati nella zona nordoccidentale, ai confini con Finlandia ed Estonia:
- il lago Ladoga, che con 17.700 km², è il più grande d'Europa;
- il lago Onega, 9.894 km², secondo in Europa;
- il lago dei Ciudi (o lago Peipus, 3.555 km²) e il vicino lago di Pskov, spartiti con l'Estonia;
- il lago Il'men', vicino a Velikij Novgorod;
- il lago Bianco, Beloe Ozero, a sud-ovest dell'Onega, nell'oblast' di Vologda.

In particolare, la zona della Carelia russa è particolarmente ricca di laghi di piccole e medie dimensioni, continuazione della regione dei laghi finlandese.
Del tutto eccezionali, nel panorama mondiale, sono i due laghi interni della zona asiatica: l'immenso Mar Caspio, che con 371.000 km² costituisce il bacino lacustre più grande del mondo, che chiude a sud la depressione caspica, e il lago Bajkal, molto più piccolo (circa 10 volte più ridotto) ma più profondo (oltre 1.700 m) e con una storia che dura da venticinque milioni di anni, fatto veramente unico per un lago.
Pochissimi e di importanza assolutamente secondaria gli altri laghi naturali, tra i quali si può annoverare il lago Chanka, situato nell'estremo oriente e diviso fra Russia e Cina. Inoltre, nella regione steppica della Siberia sudoccidentale, lungo il confine kazako, si trovano alcuni laghi salati in un paesaggio che anticipa quello più tipico dell'Asia centrale.
Nell'insieme russo assumono grande importanza i laghi artificiali, ottenuti tramite sbarramenti dei maggiori fiumi: i principali raggiungono dimensioni di migliaia di chilometri quadri, essendo lunghi anche centinaia di chilometri a monte dello sbarramento; in particolare, il fiume Volga è disseminato di sbarramenti, con imponenti produzioni di energia idroelettrica ma anche problemi ecologici altrettanto grandi. I principali bacini artificiali russi, alcuni dei quali di dimensioni di rilevanza mondiale, sono:
- sul Volga, il bacino di Rybinsk, a monte della città omonima, il bacino di Gor'kij, il bacino di Volgograd, il bacino di Saratov, a monte di Balakovo, il bacino di Samara, a monte di Togliatti;
- sul Don, il bacino di Cimljansk, a monte dello sbarramento costruito vicino alla cittadina omonima;
- sulla Kama, il bacino di Nižnekamsk, a monte di Naberežnye Čelny, il bacino di Votkinsk e il bacino della Kama, a monte di Perm'.

Nella zona siberiana sono invece:
- il bacino di Krasnojarsk, sullo Enisej a monte della città omonima;
- il bacino di Novosibirsk, sull'Ob;
- il bacino di Bratsk e quello di Ust'-Ilimsk, sull'Angara;
- il bacino del Viljuj, nella Jacuzia occidentale sul fiume omonimo;
- nell'estremo oriente, il bacino della Zeja, sul fiume omonimo a monte della città omonima.

## Ecosistemi

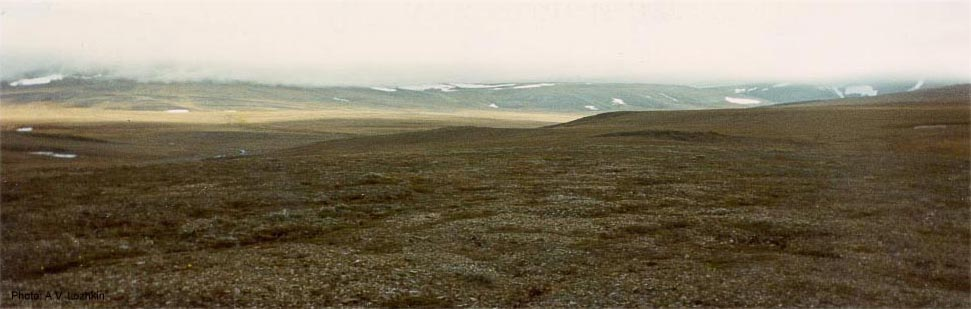
La tundra nell'isola di Wrangel.

La Russia, in virtù delle sue dimensioni di proporzioni continentali, contiene all'interno del territorio una grande varietà di ambienti; le variazioni regolari, in senso nord-sud e, in minor misura, est-ovest, di alcuni parametri come temperature e precipitazioni, fanno sì che vi sia un'accentuata zonalità degli ecosistemi, che si dispongono in grosse "fasce", grossolanamente parallele da nord a sud. Si identificano in questo modo una fascia più settentrionale, interessata dalla tundra e una fascia più meridionale coperta dalla taiga; a sud di questa, si estende la steppa nelle zone più aride, sostituita dalla foresta temperata alle due estremità del Paese, dove il clima è più umido (seppure non necessariamente più caldo).
La tundra copre tutta la fascia costiera del Mare Glaciale Artico, con l'eccezione della zona estremo occidentale (penisola di Kola), mitigata dalle ultime propaggini della Corrente del Golfo: si tratta di un ambiente duro, dal clima estremo, caratterizzato da lunghissimi inverni con temperature molto sotto lo zero e venti molto forti; l'estate è breve ed intensa, e provoca un disgelo generalizzato che produce enormi pantani. La vegetazione è molto povera, essendo costituita quasi esclusivamente da erbe, cespugli nani, muschi e licheni. Pochissime persone abitano questo ambiente inospitale: i popoli nomadi, cacciatori e allevatori nomadi di renne, sono oggi in minoranza dopo l'arrivo dei russi.
La taiga, la foresta boreale di conifere, copre senza soluzione di continuità tutto il territorio russo dall'Europa al Pacifico. La vegetazione è costituita da conifere come il larice, il pino e l'abete, oltre ad alcune latifoglie molto diffuse come la betulla; fra gli animali di maggior taglia, si annoverano l'orso, il lupo, la lince. L'ambiente è più favorevole al popolamento umano rispetto a quello della tundra, anche se in una larga fetta del territorio il clima è troppo freddo per uno sviluppo agricolo regolare: in particolare, importanza capitale a questi fini assumono i brevi periodi di crescita dei vegetali. L'intera zona resta perciò non molto popolata.

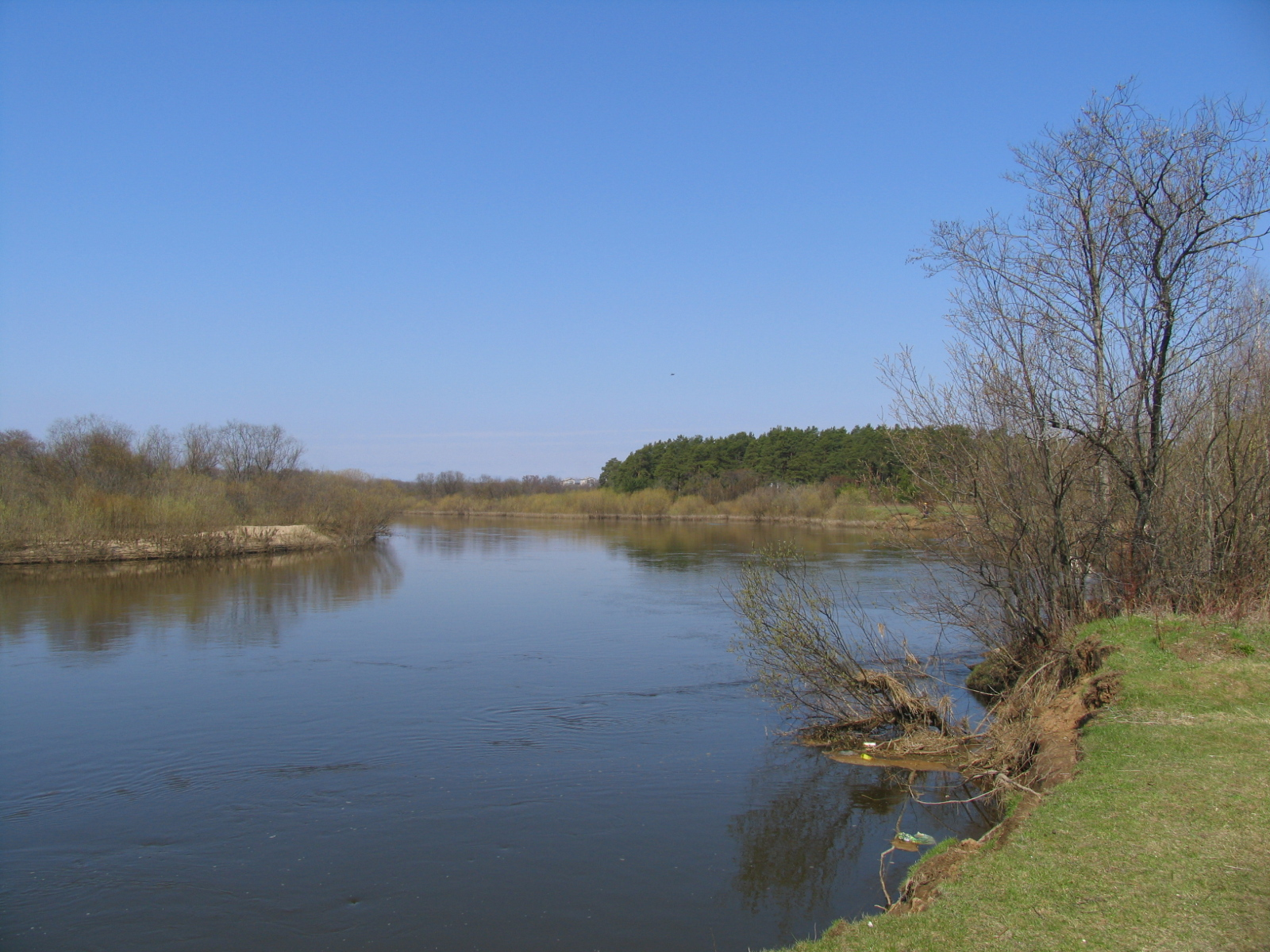
La rada foresta di latifoglie del bassopiano della Meščëra.

Dove le temperature estive sono sufficientemente alte da causare elevata evapotraspirazione e le precipitazioni restano basse (400-500 mm annui), si estende la fascia della steppa, una uniforme pianura erbosa senza alberi che copre buona parte delle zone interne meridionale del territorio russo, dalla Ciscaucasia fino al confine cinese. I fertilissimi černozëm (terre nere) che contraddistinguono queste aree sono stati messi estensivamente a coltura a partire dagli anni trenta; soprattutto agli inizi dello sfruttamento, usi errati hanno portato in molti casi a una loro intensa degradazione tramite erosione idrica ed eolica. Nelle zone più aride, come ad esempio nella zona del basso Volga, la steppa diventa via via più povera fino a diventare semideserto, preannunciando i deserti dell'Asia Centrale.
Sempre in presenza di stagioni estive calde, ma dove le precipitazioni sono maggiori, la vegetazione è quella caratteristica della foresta temperata, con piante decidue ad alto fusto (querce, pioppi, tigli, ontani, frassini) e folto sottobosco. Le zone interessate da questo bioma sono la Russia europea occidentale e, all'estremità opposta, le zone più meridionali della fascia costiera pacifica.
Un'eccezione, nel panorama russo, è data dalla fascia costiera del mar Nero, specie nella parte riparata a nord dalle montagne: le medie di gennaio si portano sopra lo zero, e le estati sono calde e piuttosto umide. Queste condizioni climatiche fanno sì che si possano trovare piante assolutamente sconosciute nel resto del Paese, come le palme e il tè.

## Clima

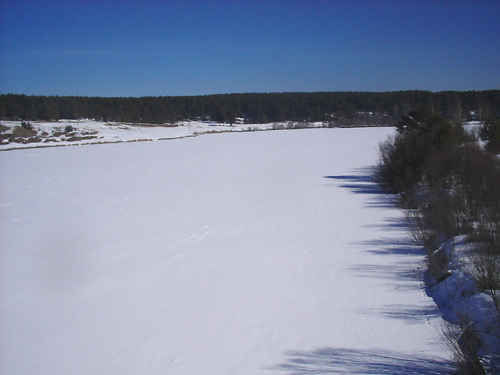
Gelo invernale sul fiume Irkut, Siberia.

Nel territorio russo si osserva una discreta varietà di climi, data soprattutto dalla vastità geografica; caratteri comuni a praticamente tutto il territorio sono l'alternarsi di stagioni molto contrastanti dal punto di vista termico e la generale maggior concentrazione delle precipitazioni nella stagione calda.
Quasi tutta la Russia è interessata, in inverno, dalla formazione di una potente area di alta pressione termica, che porta temperature molto basse e aria generalmente secca; questo anticiclone è caratteristico delle zone continentali, dato che in queste zone l'aria, stante la grandezza dei territori e la brevità delle giornate invernali, si raffredda molto rapidamente nei bassissimi strati generando delle poderose inversioni termiche. Si ha allora sul territorio russo una variazione prevalentemente longitudinale delle temperature: nelle zone in cui questo anticiclone non subisce disturbi sostanziali, come nella regione siberiana centrale e orientale, si osservano imponenti raffreddamenti invernali e scarsissime precipitazioni; nelle zone più occidentali, invece, assumono una componente significativa le correnti occidentali, che portano aria mite oceanica ben dentro il continente, scaricando umidità e mitigando notevolmente le temperature.
La situazione estiva è invece differente; le variazioni termiche maggiori si registrano in questo caso in dipendenza delle variazioni latitudinali. Le coste artiche restano quasi ovunque sotto i 10 °C di media nel mese più caldo (anche sotto gli 0 °C sulle isole più settentrionali); la quasi totalità del territorio ha temperature comprese fra i 10 °C e i 20 °C, mentre solo le estreme regioni meridionali (pianura caucasica e regione del Litorale) salgono sopra questa soglia di temperatura estiva. Sulla gran parte del territorio si hanno piogge discretamente frequenti anche se quasi mai abbondanti; condizioni di aridità interessano tuttavia i settori più interni e continentali (come ad esempio le coste del mar Caspio).
Come risultato, le temperature medie invernali diminuiscono andando verso oriente: considerando città situate a latitudini simili, si registrano medie di gennaio di -8 °C a San Pietroburgo sul golfo di Finlandia, -15 °C a Syktyvkar nella Russia europea orientale, -22 °C a Surgut nella Siberia occidentale, -43 °C a Jakutsk, nel cuore del polo freddo della Siberia orientale. Per contro, le medie di luglio sono, nelle stesse località, rispettivamente di 18, 17, 17 e 19 °C.
Lo stesso andamento si manifesta anche variando la latitudine. Le zone artiche orientali sono, ad esempio, molto più fredde in inverno delle loro controparti occidentali, mentre d'estate le temperature sono molto simili; le zone orientali di minor latitudine (come il Territorio del Litorale) sono più fredde anche di 20 °C, in inverno, delle corrispondenti zone occidentali, come ad esempio la pianura ciscaucasica.

## Geografia umana

### Distribuzione della popolazione

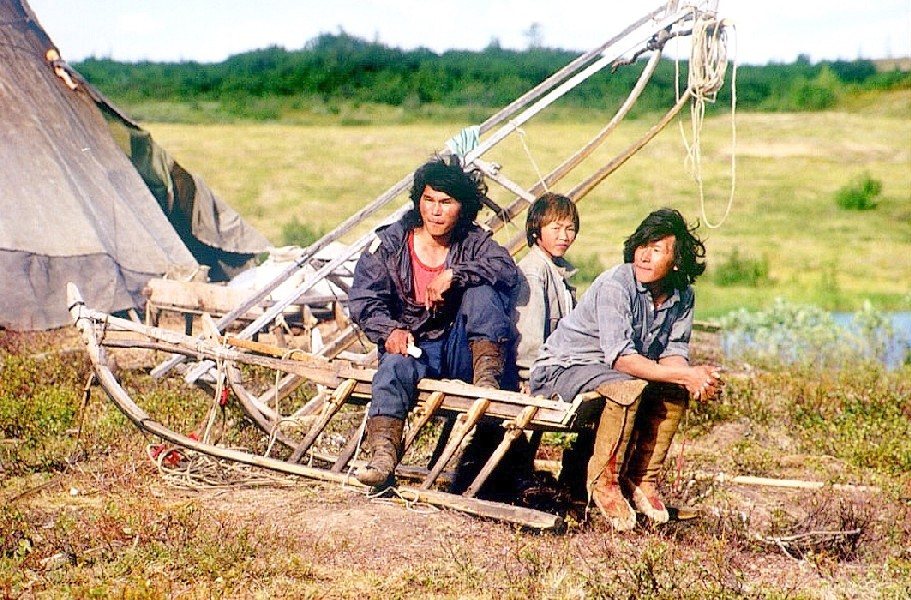
Una famiglia nenec e la sua tenda nella tundra nei pressi di Dudinka.

Come già accennato, la Russia è un paese sottopopolato, soprattutto nella sua parte orientale; inoltre, i movimenti naturali della popolazione fanno sì che la Russia manifesti da ormai una quindicina di anni un consistente decremento demografico.
La tundra è caratterizzata da immensi spazi vuoti; gli insediamenti sono piccoli e assolutamente dispersi nello spazio, con l'eccezione delle poche città minerarie costruite dai russi. La popolazione autoctona delle zone dell'Artico russo ammonta, al giorno d'oggi, a non più di qualche centinaia di migliaia di persone disperse nell'intera fascia settentrionale russa: i gruppi etnici oggi presenti sono Nenets (o Nenci, anche Nenec, stanziati nella tundra della zona europea nordorientale e della Siberia occidentale), Evenchi (o tungusi, stanziati nella zona settentrionale del Territorio di Krasnojarsk), Čukči (estremo oriente, Čukotka), Coriachi (Korjak, nel circondario omonimo nella Kamčatka settentrionale).
Gli altri ambienti russi sono i più popolati e vitali, anche se le densità rimangono basse: la parte europea ha densità che si aggirano tra i 20 e i 50 abitanti/km², con punte di 80-100 nel Caucaso e addensamenti ovviamente maggiori nelle zone urbane di Mosca e San Pietroburgo. Le densità crollano andando verso nord, a valori intorno a 2-3 abitanti/km².
Quest'ultimo valore rappresenta la densità media di tutta la parte siberiana, che manifesta dei picchi solo in alcune ristrettissime zone come la regione di Kemerovo, di intenso sviluppo industriale, e quella del Primorje, sul Pacifico, centrata intorno a Vladivostok. Permangono, in ogni caso, delle vastissime zone pressoché totalmente vuote (i circondari autonomi della Siberia settentrionale, la Čukotka, la Kamčatka, la zona dell'Anadyr'), la Sacha (soprattutto la parte nord).
Le dimensioni geografiche e le condizioni climatiche creano delle situazioni difficilmente immaginabili per degli europei: ad esempio, il capoluogo della Kamčatka, Petropavlovsk Kamčatskij, pur avendo quasi 200.000 abitanti non è raggiungibile via strada.

### Urbanizzazione

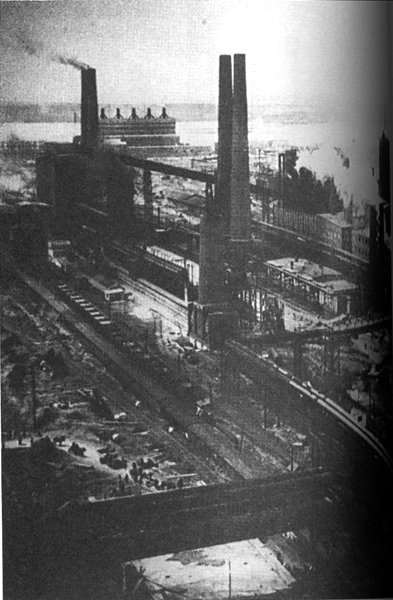
Enormi impianti industriali hanno permesso la nascita e l'impetuoso sviluppo di "città nuove": qui, un colossale impianto siderurgico a Magnitogorsk, anni trenta.

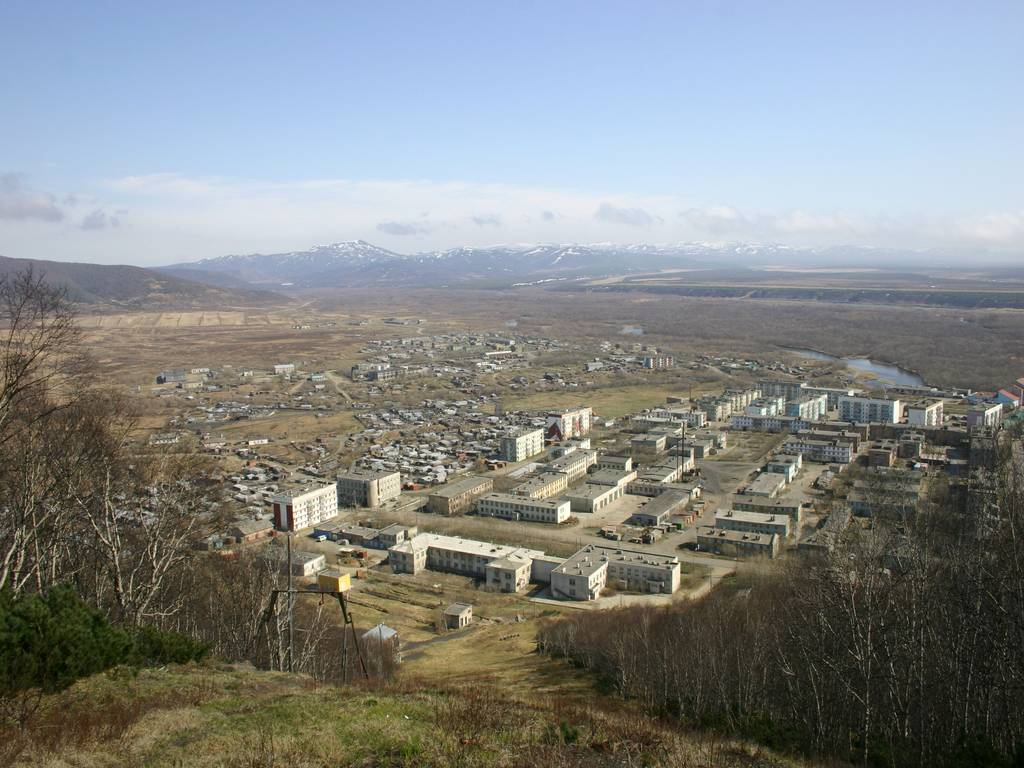
Panorama di Palana, nella Korjakija, Estremo Oriente russo

L'urbanizzazione non ha radici antiche: la Russia è rimasta per secoli un enorme paese rurale.
Anche nelle zone di più antico popolamento, come la Russia europea occidentale, le città si sono sviluppate in maniera consistente solo a partire dal secondo dopoguerra. Prima di questo periodo, i centri abitati erano per la schiacciante maggioranza dei villaggi agricoli, e i pochi centri con dignità urbana avevano funzioni commerciali per il circondario agricolo; all'inizio del Novecento solo Mosca e San Pietroburgo si differenziano decisamente dalle restanti, avendo già dimensioni milionarie, mentre quasi tutte le altre città ammontavano al massimo a 100.000 abitanti; nel 1914 la popolazione urbana si aggirava intorno al 4% del totale, che saliva al 18% nel 1926.
A partire dagli anni trenta del XX secolo, in concomitanza con la prima ondata di impetuoso sviluppo industriale voluto dal regime di Stalin, inizia la crescita frenetica delle città russe, che le avrebbe in alcuni casi portate a triplicare la popolazione entro il 1970; dopo il sorpasso della popolazione urbana su quella rurale, avvenuto nel 1961, attualmente le città ospitano la maggioranza della popolazione russa (a metà degli anni novanta, il 65%).
L'urbanesimo russo ha dei caratteri "giovanili", che lo avvicinano a quello dei paesi di recente colonizzazione come l'Australia e il Nordamerica: generalmente si hanno poche città piuttosto grandi, invece di più città di dimensioni minori come nell'Europa e nelle zone più "antiche" dell'Asia. La Federazione Russa conta parecchie decine di città con popolazione oltre i 100.000 abitanti (al censimento 2002, 163); di queste, 33 superano il mezzo milione. Le città "milionarie" russe sono invece, sempre al censimento 2002, 13, di cui solo due nella parte siberiana:
- Mosca, 10.126.424;
- San Pietroburgo, 4.661.219;
- Novosibirsk, 1.425.508;
- Nižnij Novgorod, 1.311.252;
- Ekaterinburg, 1.293.537;
- Samara, 1.157.880;
- Omsk, 1.134.016;
- Kazan', 1.105.289;
- Čeljabinsk, 1.077.174;
- Rostov sul Don, 1.068.267;
- Ufa, 1.042.437;
- Volgograd, 1.011.417;
- Perm', 1.001.653.

Una storia differente ha l'urbanesimo nell'artico russo: nelle zone minerarie della tundra sono state costruite città, spesso nate sulle ceneri di preesistenti campi di lavoro (Gulag) o come centri amministrativi di una vasta regione concentrazionaria, che si sono poi sviluppate fino a raggiungere e superare anche i 100.000 abitanti, come è il caso di Noril'sk (la città del nichel) e Vorkuta. Visto l'ambiente difficile e non favorevole alla presenza umana, tuttavia, queste città sono state popolate fino a che c'erano le basi per un'economia funzionale, che rendesse conveniente affrontare i grossi problemi, ad es. di approvvigionamento o di pesante inquinamento. Dopo la dissoluzione dell'Unione Sovietica, quasi tutte le città dell'Artico e generalmente delle zone selvagge russe hanno subito dei crolli di popolazione: Magadan è calata da 152.000 abitanti nel 1989 a 100.000 nel 2007; Noril'sk è scesa da 183.000 abitanti nel 1982 a 132.000 nel 2005, risalendo negli anni successivi a causa dell'incorporazione nell'unità amministrativa di altre cittadine vicine; Murmansk, nell'artico europeo, è andata da 468.000 nel 1989 a 317.500 nel 2007; Petropavlovsk-Kamčatskij è scesa da oltre 273.000 nel 1992 a 195.000 nel 2007. Queste diminuzioni si sono registrate in misura anche maggiore nelle città di piccola dimensione.

## Geografia antropica

### Suddivisioni amministrative
Con pochi cambiamenti la struttura amministrativa della Russia di oggi riflette la divisione dell'era sovietica. Il territorio russo è attualmente diviso in 86 unità amministrative, a vari gradi di autonomia:
- 46 oblast' (province / regioni);
- 22 repubbliche autonome, a base etnica;
- 9 kraj (territori);
- 1 oblast' autonoma
- 4 okrug (territori autonomi), estesi in zone periferiche e anecumeniche, anch'essi su base etnica;
- 2 città federali (Mosca e San Pietroburgo).

Tra il 2007 e il 2008 hanno avuto luogo alcune variazioni organizzative, che hanno provocato la scomparsa di alcune di queste unità riducendo il numero di soggetti amministrativi.
Le varie unità amministrative includono una grande varietà di ambienti e popolazioni, variando molto anche per quanto riguarda la superficie: se la repubblica della Sacha (chiamata anche Jacuzia), nella gelida Siberia orientale, si estende per più di tre milioni di chilometri quadrati ospitando poco più di un milione di abitanti, le repubbliche caucasiche (Ossezia Settentrionale, Cecenia, Inguscezia) si estendono su poche migliaia di chilometri quadrati e hanno densità che raggiungono e superano i 100 abitanti per chilometro quadrato.
Ovviamente, la dimensione media delle singole unità varia molto in funzione dell'entità del popolamento: nelle zone siberiane e orientali le unità amministrative sono di dimensioni fuori dal comune, dato che la maggior parte del territorio si estende in zone anecumeniche (cioè permanentemente non popolate), mentre nella Russia europea centrale e meridionale sono di dimensioni più "europee" (fermo restando che la Russia europea è, in rapporto all'Europa centrale, sottopopolata).